# Tramwaje w Ardmore
Tramwaje w Ardmore − zlikwidowany system komunikacji tramwajowej w Ardmore w Stanach Zjednoczonych.

## Historia
Tramwaje w Ardmore uruchomiono w styczniu 1906. Były to tramwaje elektryczne, które połączyły dworzec kolejowy centrum miasta z Hargrove College. W kolejnych latach linię wydłużono do Lorena Park. Z powodu wzrostu liczby samochodów i zmniejszającej się liczby pasażerów system zlikwidowano w 1922. Szerokość toru na linii wynosiła 1435 mm. 